# San Marinese lire
De San Marinese lire (Italiaans: lira San Marinese) is de oude munteenheid van San Marino, gebruikt van 1861 tot de invoering van de euro in 2002. De naam is afgeleid van libra ("pond"). Ze werd niet alleen gebruikt in San Marino zelf, maar ook in de andere ministaat Vaticaanstad en in Italië, de drie munteenheden waren namelijk met een 1:1-ratio aan elkaar gekoppeld, en waren in de drie landen officieel geldig, te vergelijken met de Belgische en Luxemburgse frank.
Vanwege jarenlange hoge inflatie stond de lire bekend als de minst waardevolle munt van West-Europa. In 2002 verving de euro de Italiaanse lire, en namen ook San Marino en Vaticaanstad - hoewel ze geen lid zijn van de Europese Unie - de euro aan. De lire ging tegen een koers van 1936,27 lire versus 1 euro op in de nieuwe munt.

## Munten
De eerste munten van San Marino waren koperen 5 centesimi, uitgegeven in 1864. Deze werden gevolgd door koperen 10 centisimi in 1875. Hoewel deze koperen munten laatst werden geslagen in 1894, volgden zilveren 50 centisimi, 1, 2 en 5 lire munten in 1898 en 1 en 2 lire munten in 1906.
Het slaan van de San Marinese munten herbegon in 1931 met zilveren 5, 10 en 20 lire, en met bronzen 5 en 10 centisimi in 1935. Deze munten werden uitgegeven tot 1938.
Pas in 1972 gaf San Marino opnieuw munten uit, in waarden van 1, 2, 5, 10, 20, 50, 100 en 500 lire, allemaal geslagen met dezelfde specificaties als de overeenkomstige Italiaanse munten. In 1978 werden munten van 200 lire toegevoegd, gevolgd door bimetalen 500 en 1000 liremunten in respectievelijk 1982 en 1997. Deze moderne munten veranderden elk jaar van ontwerp. De munten werden geslagen door het Istituto Poligrafico e Zecca dello Stato. 
In 2001 is er eenmalig een munt van 10.000 lire uitgegeven met 83,5% zilver (zilver 835). Met de tekst 'Adio lira'.

## Bankbiljetten
Er waren bankbiljetten van 1.000 lire, 2.000 lire, 5.000 lire, 10.000 lire, 50.000 lire, 100.000 lire en 500.000 lire.